# Bai (Somalia)
Bai (in Somalo Baay; in arabo باي Bāy) è una regione della Somalia (35.156 km² 1.106.000 abitanti) con capoluogo Baidoa. Si trova nello Stato federale della Somalia sud-occidentale.

## Province
Della regione fanno parte le seguenti province:
- Baidoa
- Bur Acaba
- Dinsor
- Qasahdhere